# Janne Turpeenniemi
Janne Turpeenniemi (Rovaniemi, 17 maggio 1989) è un ex calciatore finlandese, di ruolo difensore.

## Carriera

### Club
Turpeenniemi ha giocato con la maglia del RoPS, prima di trasferirsi allo JJK. Nel 2013 è passato agli svedesi dell'Assi, congedandosi dalla natia Finlandia con 94 presenze nella Veikkausliiga. Nel 2015 è tornato in patria per giocare nei Palloseura Kemi Kings.